# Zombie Army 4: Dead War
Zombie Army 4: Dead War — компьютерная игра в жанре шутера от третьего лица, разработанная и изданная компанией Rebellion. Является продолжением игры Zombie Army Trilogy, выпущенной в 2015 году. Выход игры состоялся в 2020 году.

## Игровой процесс
В игре присутствует несколько видов оружия. В частности это огнестрельное оружие — винтовка, автомат, пистолет; оружие массового поражения: гранаты, растяжки и мины; а также обвесы-усилители и ближний бой. Уровень персонажа повышается, открывая таким образом доступ к новым возможностям персонажа и оружия.
В игре присутствует кампания и кооператив.

## Сюжет
События игры происходят в 1946 году, через год после того как зомби Адольф Гитлер был повержен Сопротивлением. Несмотря на это, в Европе остались живые нацистские зомби. Игрок присоединяется к группировке Dead War (с англ. — «Мёртвая война»), цель которой уничтожение оставшихся зомби.

## Выпуск
Zombie Army 4 была представлена 10 июня 2019 года в рамках конференции PC Gaming Show на E3 2019. Игра была выпущена 4 февраля 2020 года на PlayStation 4, Xbox One и Windows.

## Отзывы и критика
| Сводный рейтинг       | Сводный рейтинг            |
| Агрегатор             | Оценка                     |
| --------------------- | -------------------------- |
| Metacritic            | (PC) 71 (PS4) 72 (XONE) 76 |
| Иноязычные издания    |                            |
| Издание               | Оценка                     |
| GameSpot              | 3,5/5                      |
| PC Gamer (UK)         | 70/100                     |
| Русскоязычные издания |                            |
| Издание               | Оценка                     |
| 3DNews                | 7/10                       |
| «Игры Mail.ru»        | 6,5/10                     |

На Metacritic игра набрала рейтинг 71 на основе 42 обзоров (PlayStation 4) и рейтинг 76 на основе 17 обзоров (Xbox One) на февраль 2020 года. Рецензенты PC Gamer, Gaming Trend и GamesRadar назвали игру весёлым и хорошо сработанным кооперативным шутером.
Обозреватель 3DNews отметил, что игра является типичным весёлым кооперативным шутером. Он отметил такие особенности как многообразие зомби, разнообразие и удобство оружия, а также «хороший дизайн локаций, помещающий игрока в интересные ситуации». Например, он отметил уровень в Венеции, в котором присутствуют зомби-гондольеры и путешествие по каналам.